# Roxie (Mississippi)
Roxie est une ville américaine située dans le comté de Franklin, dans le Mississippi. Selon le recensement de 2020, sa population est de 469 habitants.